# Olympiska vinterspelen 1980
Olympiska vinterspelen 1980, de trettonde (XIII) olympiska vinterspelen, hölls i Lake Placid i delstaten New York i USA. Spelen, som för andra gången anordnades i Lake Placid, sågs på plats av cirka 433 000 åskådare. Första gången staden arrangerade spelen var 1932. Precis som 1932 rådde dock snöbrist.

## Höjdpunkter
Under tävlingarna var det ett antal deltagare, som gjorde mycket goda prestationer. Bland dem kan räknas
- Ingemar Stenmark från Sverige tog dubbeln i herrarnas slalom och storslalom
- Hanni Wenzel från Liechtenstein detsamma i damernas tävlingar
- Aleksandr Tichonov från Sovjetunionen erövrade sin fjärde guldmedalj i skidskyttestafetten
- Nikolaj Zimjatov, Sovjetunionen, tog tre guld i längdåkning på skidor – 30 kilometer, 50 kilometer och stafett
- Ulrich Wehling, Östtyskland vann för tredje gången i rad den nordiska kombinationen
- Irina Rodnina, den sovjetiska konståkerskan, tog sin tredje raka i konståkningens partävling
- Eric Heiden från USA vann samtliga fem distanser i hastighetsåkning på skridskor
- USA:s ishockeylag vann över Sovjetunionen för att till slut vinna hela tävlingen.[2]

## Sporter
| - Alpin skidåkning - Backhoppning - Bob - Hastighetsåkning på skridskor - Ishockey |  | - Konståkning - Längdskidåkning - Nordisk kombination - Rodel - Skidskytte |

## Deltagande nationer
36 nationer deltog. Jimmy Carter hade redan krävt att USA bojkottade olympiska sommarspelen 1980 i Moskva, men Sovjetunionen och dess allierade deltog ändå. Spelen kännetecknades dock av hög politisk spänning mellan USA och Sovjet. Taiwan bojkottade vinterspelen, dock på andra grunder.
3 nationer gjorde sin debut i olympiska vinterspelen; Kina, Costa Rica och Cypern.
| - Andorra - Argentina - Australien - Belgien - Bolivia - Bulgarien - Costa Rica - Cypern - Finland | - Frankrike - Grekland - Italien - Japan - Jugoslavien - Kanada - Kina - Libanon - Liechtenstein | - Mongoliet - Nederländerna - Norge - Nya Zeeland - Polen - Rumänien - Schweiz - Sovjetunionen - Spanien | - Sydkorea - Storbritannien - Sverige - Tjeckoslovakien - Västtyskland - Ungern - USA - Österrike - Östtyskland |

## Medaljfördelning
- Se Medaljfördelning vid olympiska vinterspelen 1980

      Värdnation (USA)
| Pl. | Nation        | Guld | Silver | Brons | Totalt |
| --- | ------------- | ---- | ------ | ----- | ------ |
| 1   | Sovjetunionen | 10   | 6      | 6     | 22     |
| 2   | Östtyskland   | 9    | 7      | 7     | 23     |
| 3   | USA           | 6    | 4      | 2     | 12     |
| 4   | Österrike     | 3    | 2      | 2     | 7      |
| 5   | Sverige       | 3    | -      | 1     | 4      |
| 6   | Liechtenstein | 2    | 2      | -     | 4      |
| 7   | Finland       | 1    | 5      | 3     | 9      |
| 8   | Norge         | 1    | 3      | 6     | 10     |
| 9   | Nederländerna | 1    | 2      | 1     | 4      |
| 10  | Schweiz       | 1    | 1      | 3     | 5      |